# Бьевр (приток Бара)
Бьевр (фр. Bièvre [bjɛvʁ]) — река на севере Франции, правый приток реки Бар (бассейн Мааса). Протекает по территории кантона Вузье одноимённого округа департамента Арденны региона Гранд-Эст (до 2016 года Шампань — Арденны). Код водотока B5120300.

## Географическое положение
Берёт начало на южных склонах поросшей густым лесом, реликтом Арденнского леса, горы Ла-Гогли́н (фр. la Gogline [la gɔg'lin]) на высоте 205 м. Рядом со своим истоком принимает с северо-запада ручеёк от находящегося чуть западнее лесного родника. К обеим ключам идёт лесная тропа из села Ла-Берльер.
Течёт в юго-восточном направлении в расширяющейся ложбине между заросшими лесом гребнями гор Мон-дю-Си́нь (фр. Mont du Cygne [mɔ̃ dy 'siɲ] «гора Лебедя») высотой 258 м с юга и Ла-Гоглин с севера, служащими водоразделом с его притоками:
- левым — длинным лесным безымянным ручьём (вдоль него и Бьевра идёт просёлочная дорога Ферм-д’Или (фр. Ferme d’Isly [fɛʁm di'li]), Сходящиеся полосы деревьев, которыми обсажены русла, указывают место впадения р. Пёти Мулен в р. Бьевр (слева) в с. Ош (Арденны)
- правым Пёти́-Муле́н (фр. le Petit Moulin [pəti mu'lɛ̃]/[lə pti mu'lɛ̃]).

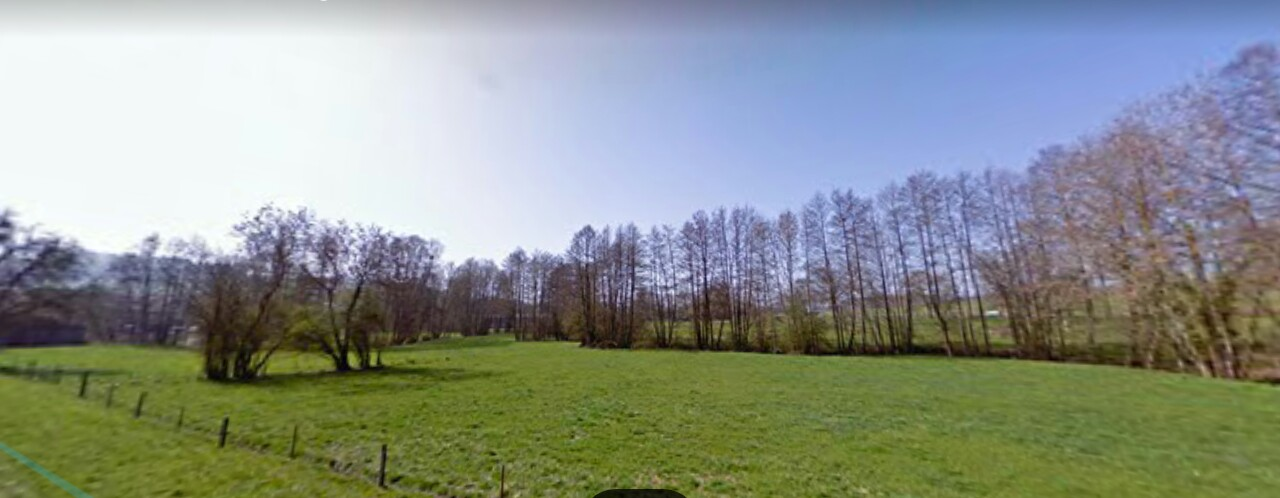
Сходящиеся полосы деревьев, которыми обсажены русла, указывают место впадения р. Пёти Мулен в р. Бьевр (слева) в с. Ош (Арденны)

Площадь водосбора Бьевра при впадении в него Пёти-Мулен 6,2 км². На Бьевре, у впадения в него Пёти-Мулен, со времён Меровингов (середина I тыс. н. э.) стоит село-центр коммуны Ош (село и реку пересекает автодороги D24; в пределах Оша считается улицами Ла-Фонтен (фр. Rue de la Fontaine [ʁy də la fɔ̃'tɛn]) и Ла-Виллаж (фр. La Village [la vi'laʒ]).

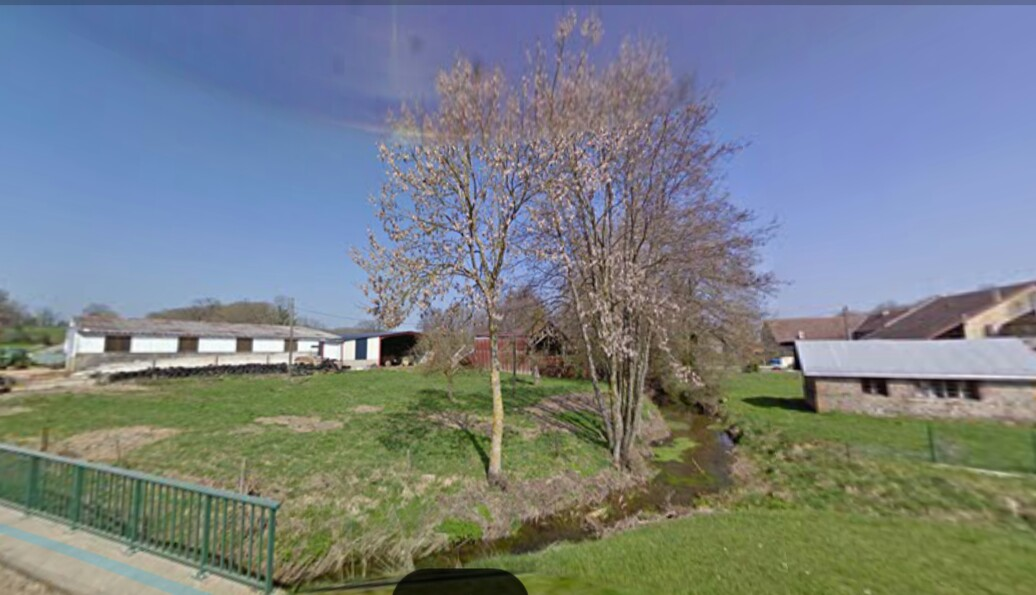

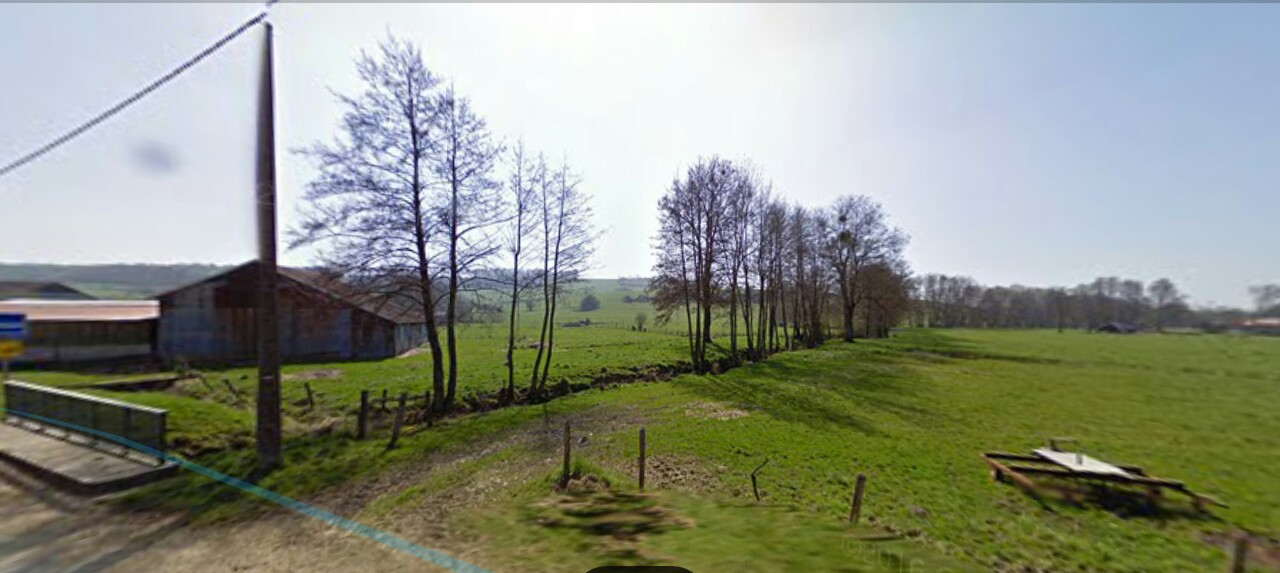

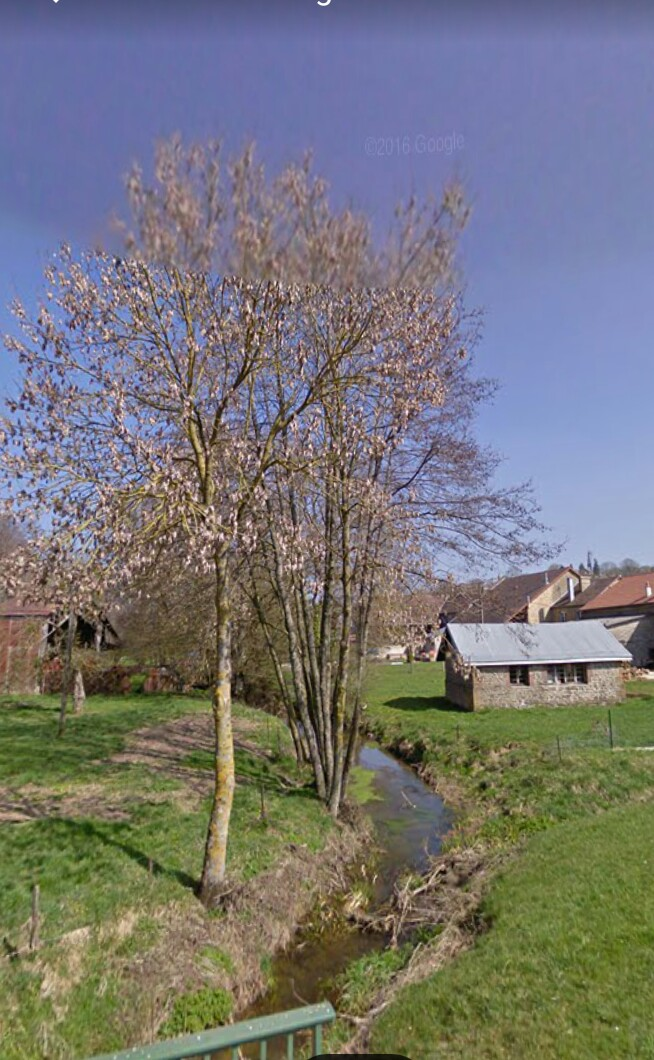

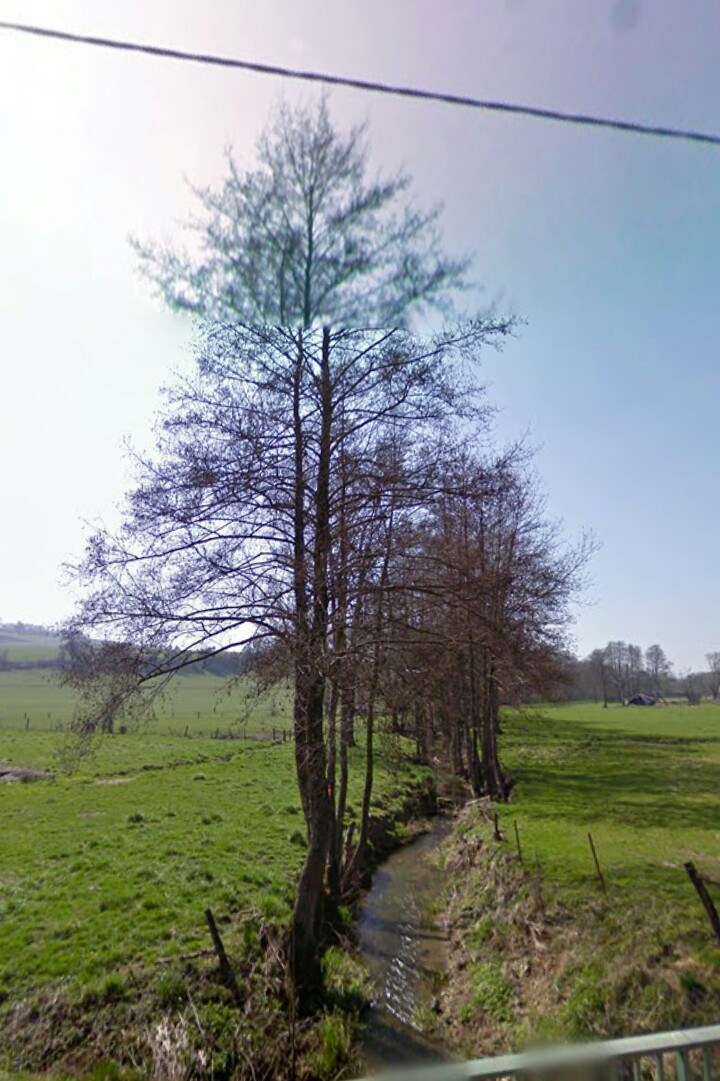
Вид на р. Бьевр с автодороги D24 (в пределах села — ул. (La Village) чуть ниже впадения р. Пёти Мулен на юго-зап. окраине с. Ош

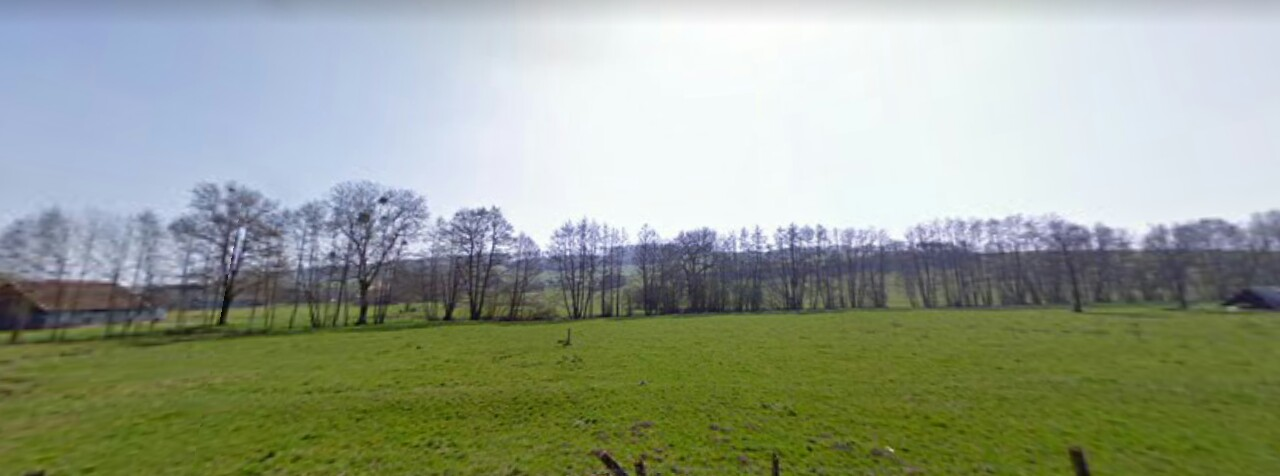

Минуя сады и огороды Оша, Бьевр течёт в полях (русло по всему течению густо обсажено деревьями), мимо села Верьер, образуя южную границу его коммуны с коммунами Сен-Пьермон (на небольшом отрезке) и Бриёль-сюр-Бар, принимая слева, с более крутого склона один короткий безымянный ручей, а справа пять безымянных ручьёв, стекающих к Бьевру под острым углом в юго-восточном направлении. Самый нижний из них несколько км течёт параллельно на расстоянии 100—300 м; Бьевром именуются оба ручья ниже соединяющей их при сближении русел старой канавы. Площадь водосбора здесь 23,2 км², суммарный расход воды обоих проток достигает 0,305 м³/с (объём стока более 9 600 000 м³/год).

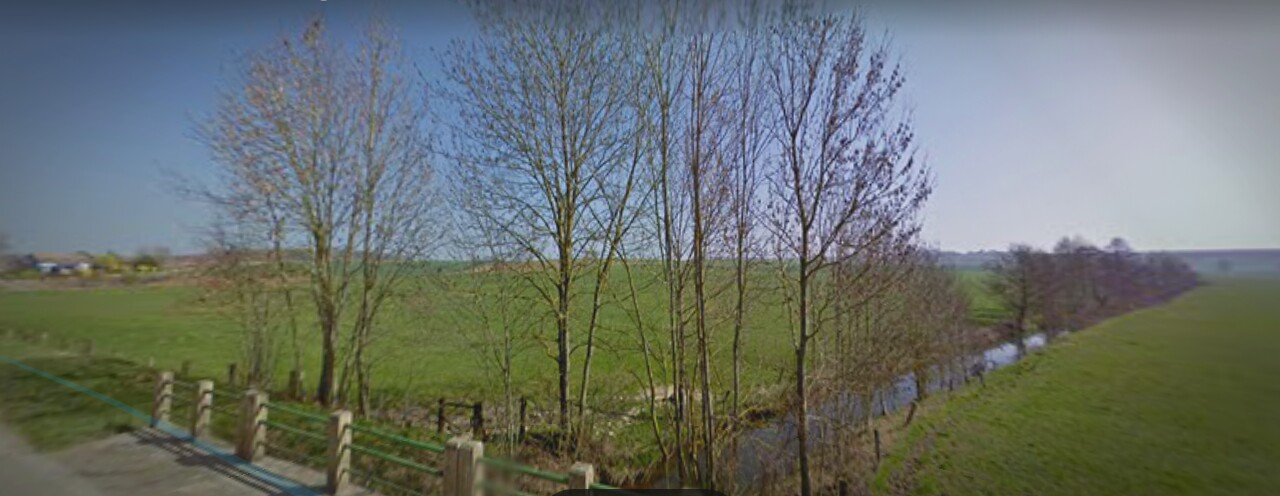

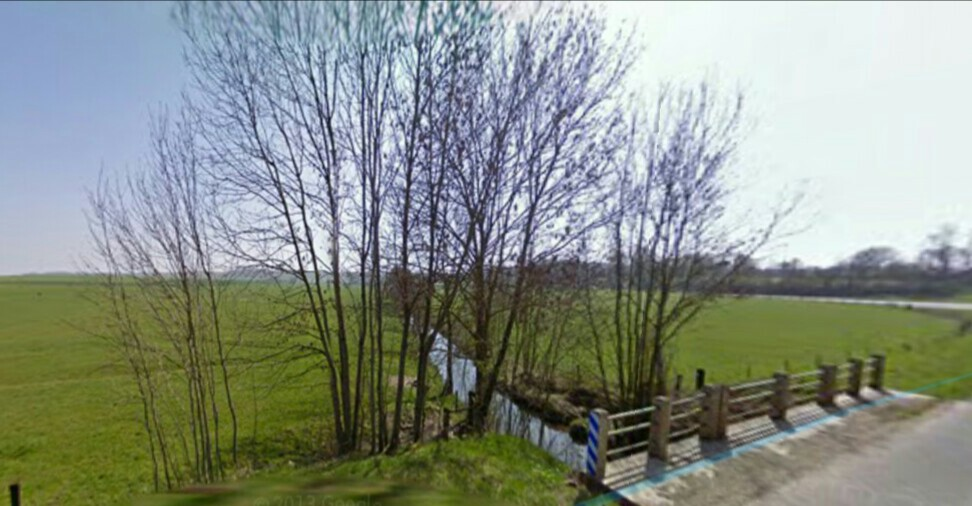
Левый рукав Бьевра выше слияния с правым рукавом и впадения р. Эконь у моста на автодороге D12 (в черте села — ул. Ла-Генгетт) сев. с. Бриёль-сюр-Бар

Бьевр огибает отрог Ла-Гоглины с юга и, с севера и запада, преграждающий ему течение холм с селением Бриёль-сюр-Бар (основан под его и Бара естественной защитой). На северной окраине Бриёль-сюр-Бар, за мостом на шоссе D12 (местное официальное название в селе — дорога Ла-Генге́тт (фр. La Guinguette [la gɛ̃'gɛt]), Бьевр принимает правый приток Эко́нь (фр. Ecogne [ɛ'kɔɲ]) и впадает в реку Бар на абсолютной высоте 163 м.
Длина реки 11,8 км.

## Гидрологический режим
Среднегодовой мгновенный расход воды в устье 0,450 м³/с.
В условиях мягкого морского климата небольшой весенний максимум в период таяния снега. Объём стока 14 200 000 м³/год.
Высота слоя стока 411 мм/год по реке в целом, в среднем течении 415 мм/год, что значительно выше среднего показателя по Франции, но существенно ниже слоя стока 461,5 мм/год по бассейну Мёза в Шо, где река покидает пределы Франции.
Модуль стока с единицы площади водосбора — 13,04 л/(с×км²).

## Происхождение названия
Топоним «Бьевр» из галльского народно-латинского Bebrā нередко встречается в северо-восточной Франции, куда в эпоху Великого переселения народов массово переселялись древние германцы (франки и другие). Слово bievre — «бобр» как нарицательное встречается в памятниках старофранцузского и даже среднефранцузского языка (сравни староисп. befre, староит. bevero из bibero), что позволяет реконструировать народно-латинскую форму biber.
В связи с тем, что речка Бьер протекает в периферийной зоне Арденнского леса, подвергшейся изучению и крестьянскому освоению достаточно рано, прежде полной романизации Галлии, топоним должен был образоваться в долатинской речи, из которой в вульгарную латынь было заимствовано соответствующее нарицательное слово.

### Гипотеза германского происхождения топонима

#### Древние германцы в южных Арденнах
Германское присутствие в зоне Арденн (в античных источниках. Ардуэннский лес отмечается с глубокой древности: установлено, что белги были союзом не только кельтских, но в значительной степени и германских племён Ясторфской культуры.
Даже те племена белгского союза, которых не относят к германцам, считая кельтами, по-видимому, являются германоязычными носителями Хюндрюк-Айфельской культуры, мигрировавшими через Арденны на северо-запад. По свидетельству вождей соседнего племени ренов Иккия и Андекумбория

 бо́льшая часть белгов — по происхождению германцы, которые давно перешли через Рейн и обосновались там вследствие плодородия земли, а прежних обитателей — галлов — выгнали.
— 
Арденны населяли адуатуки, считавшиеся потомками древнегерманских племён кимвров и тевтонов (Цезарь. Записки о Галльской войне, VI, 2: текст на латинском и русском), что можно интерпретировать как этническую консолидацию адуатуков в начале I в. до н. э. из более поздних, чем прочие белги, германских мигрантов.
Труднопроходимый лесной массив Арденн почти со всех сторон был глубоко окружён полностью германизированными землями, с Прирейнского севера и с запада по Маасу уже в 750 г. до н. э., с востока по Мозелю к 500 г. до н. э. Юлий Цезарь, перечисляя племена, населявшие эти места (в том числе пеманов, традиционно локализовывавшихся в Арденнах), сообщает, что они

 объединяются общим названием германцев. Оригинальный текст (лат.)uno nomine Germani appellantur.
— 
Страна была наводнена и другими, не входившими в белгский союз, германскими племенами: во время восстания Амбиорикса (54-53 гг. до н. э.) 

Адуатуки … в союзе с германцами, живущими на этом [левом] берегу Рейна, стоят под оружием.Оригинальный текст (лат.)Aduatucos … adiunctis Cisrhenanis omnibus Germanis esse in armis.— 
Во время этого восстания против римских завоевателей участвовать в нём через Рейн переходят огромные массы вооружённого германского люда (Цезарь. Записки о Галльской войне, VI, 5, 7, 9, 28, 29, 33: текст на латинском и русском), поселяясь в стране, что оказывало огромное влияние на ход военных действий
Когда же восстание было подавлено:

 тем временем дошёл до зарейнских германцев слух о разграблении эбуронов и о том, что римляне вызывают охотников до добычи. …тысячи всадников переправляются через Рейн на кораблях и на плотах… Они нападают на пограничные части области эбуронов, захватывают много разбежавшегося народа и большое количество скота, до которого варвары вообще большие охотники. В увлечении добычей они двигаются дальше; ни леса, ни болота не задерживают этих прирождённых воинов и разбойников.
— 
После истребления восставших племён римлянами (Цезарь. Записки о Галльской войне, VI, 34, 43 и др.: текст на латинском и русском)

В густом невысоком лесе, называемом Ардуэнна во время вражеских нападений жители сплетали ветви ивового кустарника, поросшего колючками, и таким образом закрывали доступ врагу. В некоторых местах они также забивали колья, а сами со всеми семьями укрывались в лесных чащах— 
 из уцелевших и Germani cisrhenani novi (англ.) (с лат. новых цис-рейнских германцев) сложилось племя тунгров

Те, кто первыми переправились через Рейн и прогнали галлов, ныне известные под именем тунгров, тогда прозывались германцами. Таким образом, наименование племени постепенно возобладало и распространилось на весь народ; вначале все из страха обозначали его по имени победителей, а затем, после того как это название укоренилось, он и сам стал называть себя германцами.— Корнелий Тацит
Римская провинция, образованная на этих землях, получила название Нижняя Германия.
Во время Великого переселения народов среди романизированного населения мирно расселяются германоязычные франки, леса Арденн особенно привлекают не наследовавших младших сыновей общинников, которые были в праве расчищать для себя лесные участки под пашню.

#### Германская этимология
Bièvre преимущественно гидронимы от слова «бобр», из средненижненемецкого bever[bēver], отсюда нидерл. bever и нижненемецкое Bever (на языке саксов-древнеанглийском beofar, редко befer, befor из более раннего bebr, а также древневерхненемецкое bibar, отсюда средневерхненемецкое Biber нем. Biber) от прагерманского ƀeƀruz.

### Кельтская гипотеза
Однако, Bièvre могло произойти и от восходящего к тому же праиндоевропейскому *bʰebʰr-u- (Г. Кёблер реконструирует более позднюю праиндоевропейскую форму *bʰebʰrus или *bʰebʰros) созвучному германскому (что не исключало бы германское калькирование и его посредство или влияние) галльскому Bibracte 'бобр' (в источниках также Bibrax, Bebriacum) от пракельтского *bibro-/*bebro- (ирл. bébhar от староирл. bibar, корн. befer, брет. bieuzr от старобретонск. beuer) по ностратическим или bebrus (основа *bebru-) по узко-кельтским реконструкциям +*-akti (ирл. aktā, староирл.-achta) — суффикс с собирательным значением, в древности, возможно, означавшее потомков эпонима, которое уже в этой форме (о безсуффиксальных — см. гипотезу Ю. Покорного) могло видоизмениться в bièvre, подобно современному орониму Бёвре (фр. Mont Beuvray) близ Отена от Бибракта (в источниках греч. Βίβρακτα, Βίβραξ) — названия древнего общегалльского святилища, по наиболее вероятной гипотезе, происходящего от этого слова.
Мнения о непосредственно кельтском происхождении Bièvre (аналогично Бёвронн (фр. Beuvronne) на месте позднеантичной Бебронны (лат. Bebronnā), от того же кельтского, но не германского слова), придерживался, в частности, Ю. Покорный, указывая на косвенно-падежные кельтские формы Bibroci и проч., дающие, только в именах собственных, формы *bibros, *bibrus, которые отражены в историческом источнике в старинном ирландском имени собственном Bibar (*Bibrus). С учётом регулярного межъязыкового фонетического соответствия для западной Галлии реконструируется форма *bebros и его производный — галло-римский топоним *Bebrā, соответствующий современному Bièvre.
Кельтская гипотеза позволяет, наряду с достоверным очевидным объяснением:
- «ареал многочисленной популяции бобров», обитающих на небольших лесных безлюдных реках с небыстрым течением[37], что соответствует ландшафтной характеристике Бьевра в прошлом; выдвинуть предположение о
- происхождении от генонима (имени родо-племенного подразделения) кельтских первопоселенцев.

Зачастую генонимы образованы от этнонимов иных племен, отражающих происхождение реальных или мифических предков, вступивших в племя путём адопции.
Поскольку бобр считался зловещим, опасным и мудрым зверем, он мог почитаться как тотемный предок или выступать апеллятивом для имени вождя, от которых мог образоваться этноним.
- Примечательно, что в раннесредневековой Ирландии историческ засвидетельствованы имя Bibar[6](*Bibrus[5]) и
- клан ирл. Corcu Bibuir[39] старинное Бибрайге (староирл. Bibraige)[5] из *Bibuirge[40] из древнего Bibrorígion[41], при том, что бобры в Ирландии никогда не водились[42].
- У кельтов исторически засвидетельствованы от bebrus «бобр» также бирбоции (бирбоки) в Кенте[35] (Юго-Восточная Англия), завоёванном белгами в I в. до н. э.,
- вычленяя кельтский деноминальный (отымённый) суффикс -k (возможно, как народную этимологию при перенесении фракийцами или галатами из Вифинии) от кельтского 'бобр' образуют этноним бебрики (в Пиренеях) (лат. Bebrykes под влиянием греческого написания омонимичного малоазиатского этнонима) несомненно иберийского племени в Нарбоннской Галлии и Ближней Испании.
- Его эпоним-царь Бебрикс (лат. Bebryx), первоначально синкретический человек-бобр, по местной кельтской легенде[35], изложенной с привязкой к античному культу Геракла, по мифографии Тимея в эпической поэме «Пуника» (книга II, стихи 415—441) Силия Италика, назван отцом Пирены, эпонима Пиренеев, «принцессы бобров» (по Цайдлеру, с. 16), что видно по её хтоническому образу (сексуальный голод и необузданность, пьяное зачатие от Геракла, привязка к диким безлюдным местностям, разорвана дикими зверями) и мифу о рождении ею змеи, ближайшего к бобру существа по мифологическим представлениям об их схожей сущности и роли: оба соотносились с нижним уровнем трёхчленного деления мироздания, у корней мирового древа, истоков мировой реки, сближаясь со хтоническими существами[43][44][45].

Возможно, присвоение имени речке, было обусловлено
- существованием в родо-племенной структуре кельтского населения гипотетического рода бебров и подкреплялось обитанием на реке весьма многочисленной популяции бобров;
- либо, напротив, эта особенность сделала речку местом культа тотемных предков одноимённого рода, по которому она была названа.

## Бассейн
Площадь водосбора 34,46 км². Бассейн образует гидрографическую зону La Bièvre (B512) под наблюдением государственного Рейнско-Мёзского водного агентства (фр. Agence de l’Eau Rhin–Meuse).
В прошлом бассейн находился в южной части горного хвойного Арденнского (в галло-римскую эпоху Ардуэннского) леса — крупнейшего в Западной Европе сплошного массива девственных лесов.

Ардуеннский лес, самый большой во всей Галлии, который идет на протяжении с лишком пятисот миль от берегов Рейна и границы треверов вплоть до страны нервиев.
— Цезарь. Записки о Галльской войне, VI, 29: текст на латинском и русском
Ныне леса, большей частью лесопосадки, вместе с фруктовыми садами, занимают всего 22,9 % (788 га из 3446 га), а поля — 74,9 % (2581 га) площади бассейна. Почвы бассейна Бьевра лесные, малоплодородные.

### Основные притоки

#### Пёти-Мулен
Пёти́-Муле́н (фр. le Petit Moulin [pəti mu'lɛ̃]/[lə pti mu'lɛ̃] '[ручей] Малой Мельницы') — берёт начало 49°32′28″ с. ш. 4°55′11″ в. д. в перелеске на восточном склоне горы Мон-Эбрё (фр. Mont Hébreu [mɔ̃ eb'rø]) к югу-юго-западу от села Стонн на территории его коммуны и течёт в южном направлении, огибая по восточной подошве холм, на котором расположено село-центр коммуны Ла-Берльер (на северо-западном склоне этого холма начинается и с запада его окаймляет безымянный приток).
Пёти-Мулен образовала у этого холма старицы (самая большая Лё-Гранд-Э́ (фр. Le Grandes Haies [lə gʁɑ̃'dɛ]).

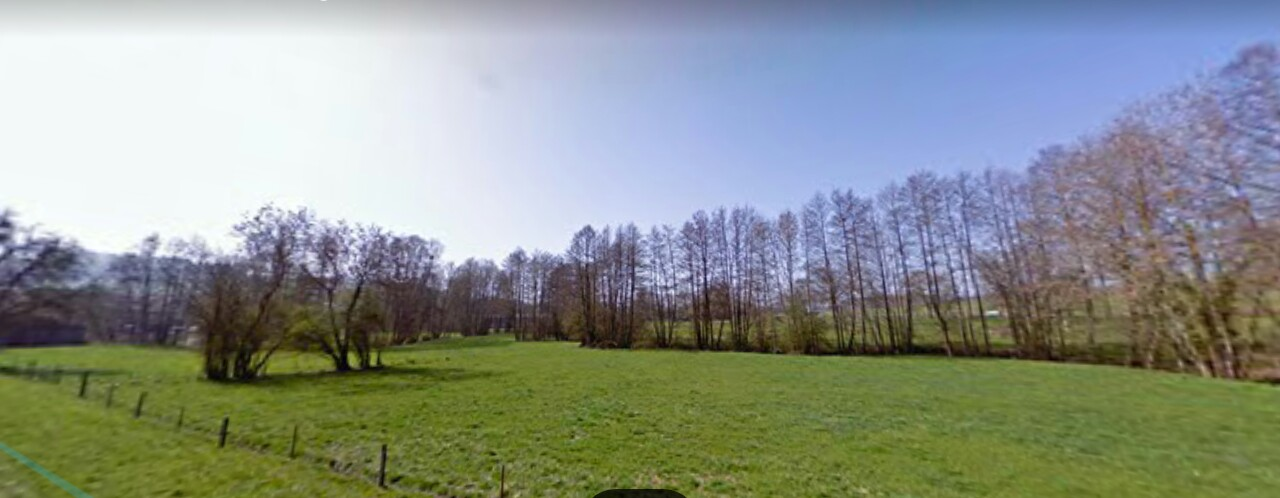
Сходящиеся полосы деревьев, которыми обсажены русла, указывают место впадения р. Пёти Мулен в р. Бьевр (слева) в с. Ош (Арденны)

Вдоль реки дороги D130 (в пределах Ла-Берльера-Ла Плас (La Place [la 'plas]) и, южнее Ла Берльера, D24 (в пределах Ла Берльера Ле Виллаж (Le Village [lə vi'laʒ]), в Ош ул. Ла Фонтен (Rue de la Fontaine [ʁy də la fɔ̃'tɛn].
У впадения справа в Бьевр, будучи здесь длиннее и полноводнее его-село-центр коммуны Ош. Длина 5,0 км.

#### Эконь

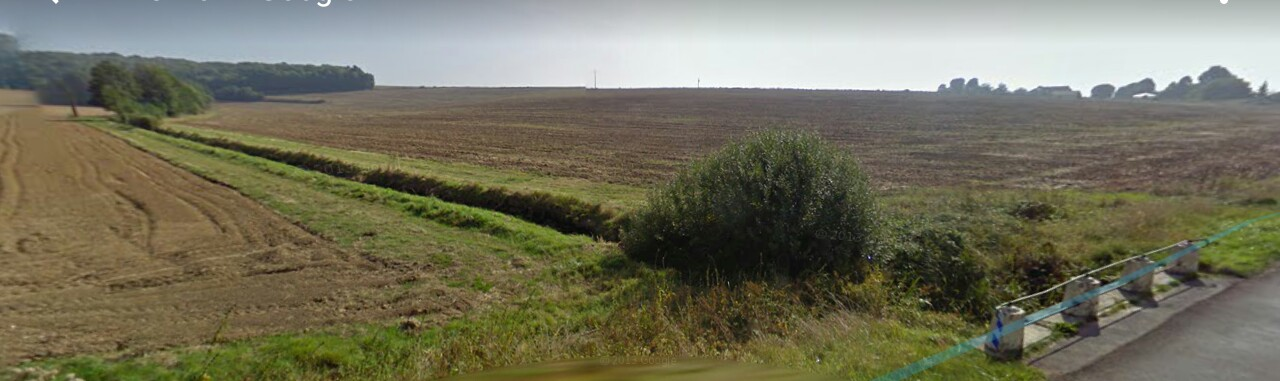
Р. Эконь у моста на автодороге (в черте села-ул.) сев. с. Бриёль-сюр-Бар, недалеко от впадения в правый рккав р. Бьевр

Эко́нь (фр. Ecogne ɛ'kɔɲ) берёт начало у подножья юго-западного отрога горы Мон-Эбрё, течёт в восточно-юго-восточном направлении (в среднем течении через лесной массив, где образует два проточных озера). По реке проходит северная граница коммуны Верьер с коммуной Си и, на коротком участке, с коммуной Бриёль-сюр-Бар. Впадает у северо-западного края села Бриёль-сюр-Бар справа в Бьевр. Длина 5,4 км.

### Достопримечательности
Население бассейна Бьевра не превышает 400 человек, промышленных предприятий нет. Туристическая инфраструктура поблизости отсутствует.
Лес на Ла-Гоглин, в истоках Бьевра, славится шампиньонами и как уголок первозданной природы.